# Hambletonian Oaks
Hambletonian Oaks är ett travlopp med försökslopp och final för treåriga varmblodiga ston. Loppen är sprinterlopp som körs över 1609 meter med autostart. Loppen går av stapeln på Meadowlands Racetrack i East Rutherford, New Jersey i USA i augusti varje år under samma tävlingsdag som Hambletonian Stakes.
Det är världens mest prestigefyllda lopp för treåriga ston. Den totala prissumman i finalen är 500 000 amerikanska dollar. Förstapriset är US$ 250 000.

## Vinnare
| År   | Segrare           | Kusk                   | Tränare            | Tid    |
| ---- | ----------------- | ---------------------- | ------------------ | ------ |
| 1971 | Gay Blossom       | Glen Garnsey           | Glen Garnsey       | 2:00.0 |
| 1972 | Sara Lane Hanover | Joe O'Brien            | Joe O'Brien        | 2:00.1 |
| 1973 | Colonial Charm    | Glen Garnsey           | Glen Garnsey       | 2:01.2 |
| 1974 | Berna Hanover     | Glen Garnsey           | Glen Garnsey       | 2:03.3 |
| 1975 | Keystone Pioneer  | Dick DeSantis          | Billy Haughton     | 1:59.0 |
| 1976 | Ima Lula          | Joe O'Brien            | Joe O'Brien        | 1:56.3 |
| 1977 | Elmsford          | Henri Filion           | Henri Filion       | 1:57.3 |
| 1978 | Cora T.           | Bill Herman            | Bill Herman        | 1:57.3 |
| 1979 | Pagan Princess    | Peter Haughton         | Billy Haughton     | 1:58.3 |
| 1980 | Princess Glory    | William Popfinger      | William Popfinger  | 1:57.4 |
| 1981 | Spring Dash       | Berndt Lindstedt       | Jan Johnson        | 2:02.1 |
| 1982 | Dance Spell       | Howard Beissinger      | Howard Beissinger  | 1:58.3 |
| 1983 | Tarport Frenzy    | Jan Nordin             | Sören Nordin       | 1:57.4 |
| 1984 | Fancy Crown       | Bill O'Donnell         | Ted Andrews        | 1:55.3 |
| 1985 | Conch             | Håkan Wallner          | Jan Johnson        | 1:56.4 |
| 1986 | JEF:s Spice       | Myles McNichol         | Jim Gluhm          | 1:56.0 |
| 1987 | Armbro Fling      | George Sholty          | George Sholty      | 1:56.0 |
| 1988 | Nan's Catch       | Berndt Lindstedt       | Jan Johnson        | 1:56.3 |
| 1989 | Park Avenue Kathy | Bruce Nickells         | Bruce Nickells     | 1:55.3 |
| 1990 | Working Gal       | Mike Lachance          | Ken Seeber         | 1:56.0 |
| 1991 | Jean Bi           | Jan Nordin             | Sören Nordin       | 1:56.0 |
| 1992 | Worldly Woman     | Bruce Riegle           | Gene Riegle        | 1:57.0 |
| 1993 | Winky's Goal      | Catello Manzi          | Charles Sylvester  | 1:55.2 |
| 1994 | Gleam             | Malvern C. Burroughs   | Jimmy Takter       | 1:55.3 |
| 1995 | Lookout Victory   | John F. Patterson, Jr. | Per K. Eriksson    | 1:55.1 |
| 1996 | Moni Maker        | Wally Hennessey        | William Andrews    | 1:54.1 |
| 1997 | Must Be Victory   | Berndt Lindstedt       | Jan Johnson        | 1:53.2 |
| 1998 | Fern              | Luc Ouellette          | Arild Eggen        | 1:55.0 |
| 1999 | Oolong            | John Campbell          | Per Henriksen      | 1:54.4 |
| 2000 | Marita's Victory  | Berndt Lindstedt       | Jan Johnson        | 1:54.0 |
| 2001 | Syrinx Hanover    | John Campbell          | Chris Marino       | 1:55.1 |
| 2002 | Windylane Hanover | Ronald Pierce          | Brett Bittle       | 1:53.0 |
| 2003 | Southwind Allaire | Ronald Pierce          | Jimmy Takter       | 1:53.4 |
| 2004 | Silver Springs    | George Brennan         | Jan Johnson        | 1:53.3 |
| 2005 | Jalopy            | Jeff Gregory           | Jonas Czernyson    | 1:53.4 |
| 2006 | Passionate Glide  | Ronald Pierce          | Jimmy Takter       | 1:54.3 |
| 2007 | Danae             | Tim Tetrick            | George Teague, Jr. | 1:54.2 |
| 2008 | Creamy Mimi       | Andy Miller            | Trond Smedshammer  | 1:53.4 |
| 2009 | Broadway Schooner | Brian Sears            | Jim Campbell       | 1:54.0 |
| 2010 | Bar Slide         | Tim Tetrick            | Joe Holloway       | 1:53.4 |
| 2011 | Bold And Fresh    | George Brennan         | Doug Miller        | 1:53.1 |
| 2012 | Personal Style    | David Miller           | Richard Norman     | 1:53.1 |
| 2013 | Bee A Magician    | Brian Sears            | Richard Norman     | 1:51.4 |
| 2014 | Lifetime Pursuit  | Yannick Gingras        | Jimmy Takter       | 1:50.4 |
| 2015 | Wild Honey        | Yannick Gingras        | Jimmy Takter       | 1:52.2 |
| 2016 | All The Time      | Yannick Gingras        | Jimmy Takter       | 1:52.1 |
| 2017 | Ariana G          | Yannick Gingras        | Jimmy Takter       | 1:51.2 |
| 2018 | Manchego          | Yannick Gingras        | Jimmy Takter       | 1:50.0 |
| 2019 | When Dovescry     | Simon Allard           | Rene Allard        | 1:50.2 |
| 2020 | Sorella           | Yannick Gingras        | Nancy Takter       | 1:52.2 |
| 2021 | Bella Bellini     | Dexter Dunn            | Richard Norman     | 1:52.1 |
| 2022 | Fashion Schooner  | Tim Tetrick            | Jim Campbell       | 1:51.2 |
| 2023 | Heaven Hanover    | Tim Tetrick            | Marcus Melander    | 1:50.3 |
| 2024 | Warrawee Michelle | Åke Svanstedt          | Åke Svanstedt      | 1:51.2 |
| 2025 | Conversano        | James Macdonald        | Juan Cano          |        |